# 賴薇如
賴薇如（1984年12月30日—），藝名薇如，畢業於臺北市私立稻江高級護理家事職業學校應用外語科（日文組）、景文科技大學應用英語系。曾是喬傑立家族旗下女團七朵花的成員。曾參加《我猜》蜜桃女孩，平面Model出身，拍攝過無數廣告與彩妝雜誌。2009年底，拍攝電視劇《聊斋3公孫九娘》單元。

## 音樂作品

### 專輯
- 2004年 《紫禁之巔》電視原聲帶
- 2005年 《愛的奇蹟》喬傑立巨星最紅偶像劇精選
- 2005年 《王子變青蛙》電視原聲帶
- 2005年 《七朵花首張同名專輯》
- 2006年 《愛的奇蹟 2－跳舞吧 !J-Star》
- 2006年 《愛情魔髮師》電視原聲帶
- 2007年 《愛的奇蹟 3－搖滾萬歲J-Star》
- 2007年 《J-Star巨星音樂教室第一集－我是大明星》
- 2007年 《J-Star巨星音樂教室第二集－我是紅歌星》

## 主持作品

### 電視節目
- 2004年 華視 《鬥陣聚樂部》
- 2006年 公視 《下課花路米》

## 演出作品

### 電視劇
| 年 份  | 頻 道          | 劇 名                            | 飾 演         |
| 2005年 | 三立           | 《格鬥天王》                     | 段朵兒/李朵兒 |
| 2005年 |                | 乔杰立《爱的奇迹（迷你偶像剧）》 | 雨薇          |
| 2006年 | 三立           | 《愛情魔法師》                   | YULI          |
| 2006年 | 中視           | 《星蘋果樂園》                   | 莎莎          |
| 2006年 | 三立           | 《微笑Pasta》                    | 筱柔客串      |
| 2010年 | 中視／上海東方 | 《聊斋3－公孫九娘》              | 胡采靈        |
| 2010年 | 中視           | 《妻子們的戰爭》                 | Elva客串      |
| 2012年 | 民視           | 《廉政英雄》                     | 劉佳儒        |
| 2015年 | 樂視網         | 《PMAM之慾望俱樂部》             | 小薇          |
| 2015年 | 大愛           | 《幸福調色盤》                   | 房新          |
| 2017年 | 公視           | 《本願路》                       | 吳倩穎        |

### 舞台劇
- 2016年《阿波菲斯－環遊世界大冒險》 （飾-小木偶）.

### MV
- 2003年 周杰倫 - 晴天
- 2004年 七朵花,5566- C’est si bon
- 2004年 J-STAR- 因為愛
- 2005年 七朵花- 誰最漂亮
- 2005年 5566七朵花,183Club,LaLa,Typhoon- 愛的奇迹
- 2005年 5566- 偷心 YES I LOVE YOU
- 2005年 七朵花- 我只想要
- 2005年 七朵花,183Club- 閉上眼 默念3遍
- 2005年 七朵花,183Club- 好愛她 好想他
- 2005年 七朵花- 拜金女郎
- 2005年 七朵花- 笑着放手
- 2005年 七朵花- I Only Want To Be With You
- 2006年 J-STAR- 愛的奇迹2新年快樂
- 2007年 J-STAR- 愛的奇迹3 搖滾萬歲
- 2007年 七朵花- 棉花糖

## 廣告
- 麥當勞廣告泰迪熊篇
- RO嘉年華
- 康師傅水晶葡萄果汁
- Panasonic GD88、GD50
- 統一沙拉油
- 愛之味鮮采蔬果汁－腳底按摩篇
- 華碩筆電

## 節目通告
| 頻 道                    | 節目名稱            |
| 中華電視公司             | 《天才衝衝衝》      |
| 民視                     | 《綜藝大集合》      |
| 三立都會台               | 《綜藝大熱門》      |
| 中國電視公司／三立都會台 | 《綜藝玩很大》      |
| 中天綜合台／中天娛樂台   | 《小明星大跟班》    |
| 中國電視公司             | 《飢餓遊戲》        |
| 中天綜合台               | 《麻辣天后傳》      |
| 中天娛樂台               | 《天天樂財神》      |
| 中天娛樂台               | 《真的？假的》      |
| TVBS歡樂台               | 《上班這黨事》      |
| 衛視中文台               | 《歡樂智多星》      |
| 衛視中文台               | 《瘋神無雙》        |
| TVBS歡樂台               | 《女人我最大》      |
| 東風衛視                 | 《挑戰吧！大神》    |
| 東森綜合台               | 《全民星攻略》      |
| 衛視中文台               | 《請問 你是哪裡人》 |
| 衛視中文台               | 《一袋女王》        |

## 外部連結
- 賴薇如 Doris的Facebook專頁
- 賴薇如Doris的Instagram帳戶
- 賴薇如Doris的新浪微博
- YouTube上的賴薇如*薇日記*頻道